# Tram van Bochum en Gelsenkirchen
De tram van Bochum en Gelsenkirchen is een belangrijk openbaar vervoermiddel in de Duitse steden Bochum en Gelsenkirchen plus omliggende plaatsen. Het metersporige net met een lengte van 86,2 kilometer wordt door de Bochum-Gelsenkirchener Straßenbahnen (BoGeStra) geëxploiteerd. De eerste elektrische trams reden al in 1894. Vanaf de jaren 1970 werd een deel van het tramnetwerk omgebouwd tot Stadtbahn; het eerste deel de lijn (U35) werd in 1989 geopend en geleidelijk uitgebreid.

## Netwerk
Het totale netwerk bestaat uit (in 2022) 9 tramlijnen. Daarvan zijn er 7 regulier, te weten 301, 302, 305, 306 en 308-310. Daarnaast zijn er de versterkingslijnen 316 en 318. In Gelsenkirchen is er een tramtunnel, in Bochum zijn het er drie. Van deze drie zijn twee tunnels bestemd voor reguliere trams en een voor U35, ze komen allemaal samen bij Bochum Hauptbahnhof.

## Materieel
In Bochum/Gelsenkirchen is het gebruikelijk elk nieuw tramtype de naam van de fabrikant te gebruiken. Het overzicht is van begin 2022.

### Huidig
- Variobahn Van 2008 tot 2021 werden van Stadler lagevloertrams van het type Variobahn geleverd 501-545 en 101-142.

### Historisch
Düwag Großraumwagen
- Tussen 1952 en 1954 werden er 17 vierassige tweerichting motorwagens aangeschaft 200-216 en in 1955-1956 19 vierassige tweerichting bijwagens 500-516. In 1964-1965 werden de motorwagens verbouwd tot gelede wagens.

GT6/GT8

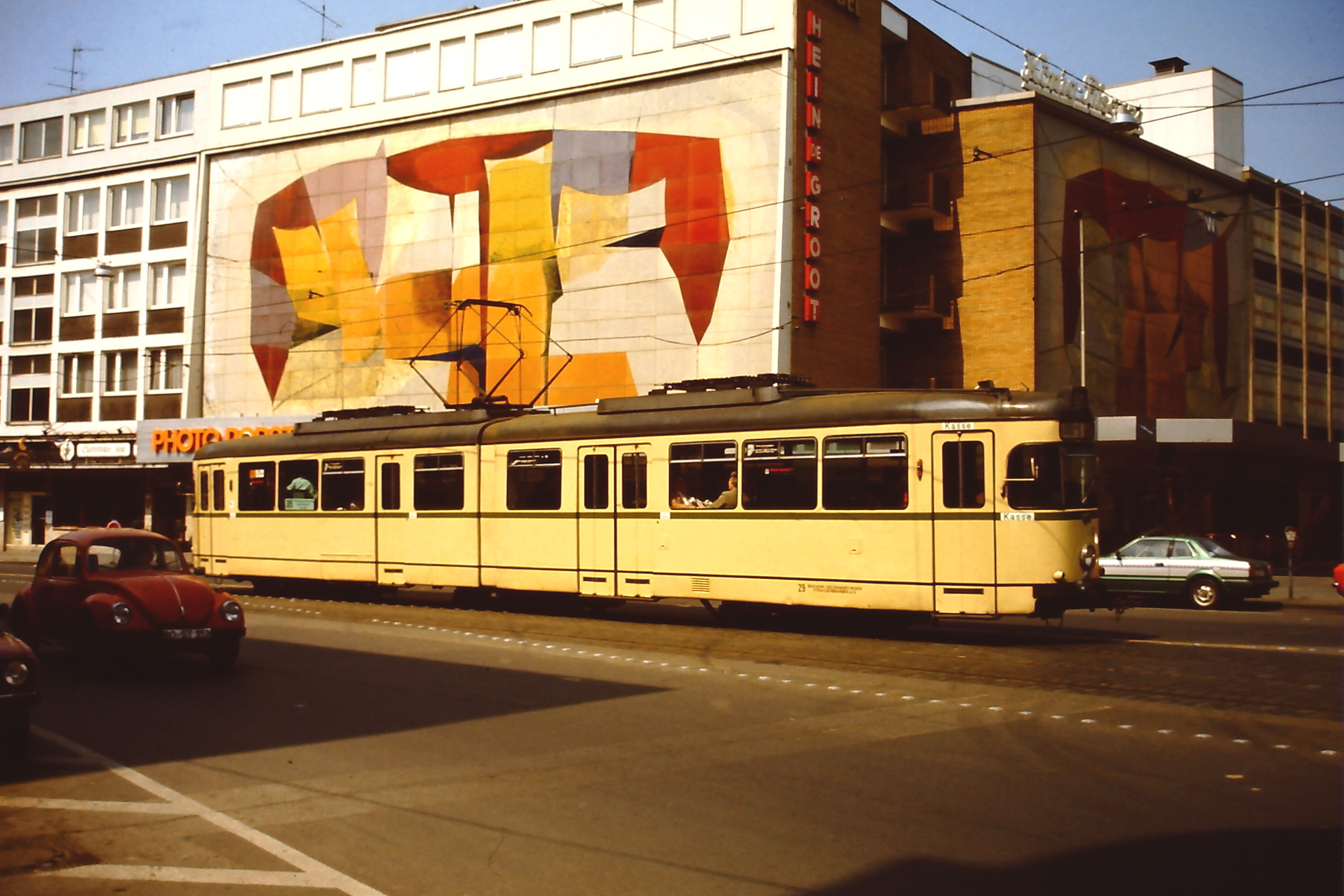
Düwag tweerichting gelede motorwagen 29 ca. 1985

- Tussen 1957 en 1969 werden van Düwag 91 zesassige tweerichtings gelede trams van dit type geleverd als 261-293, 297, 298 en 1-53. Alle wagens zijn verkocht of gesloopt.

M6S

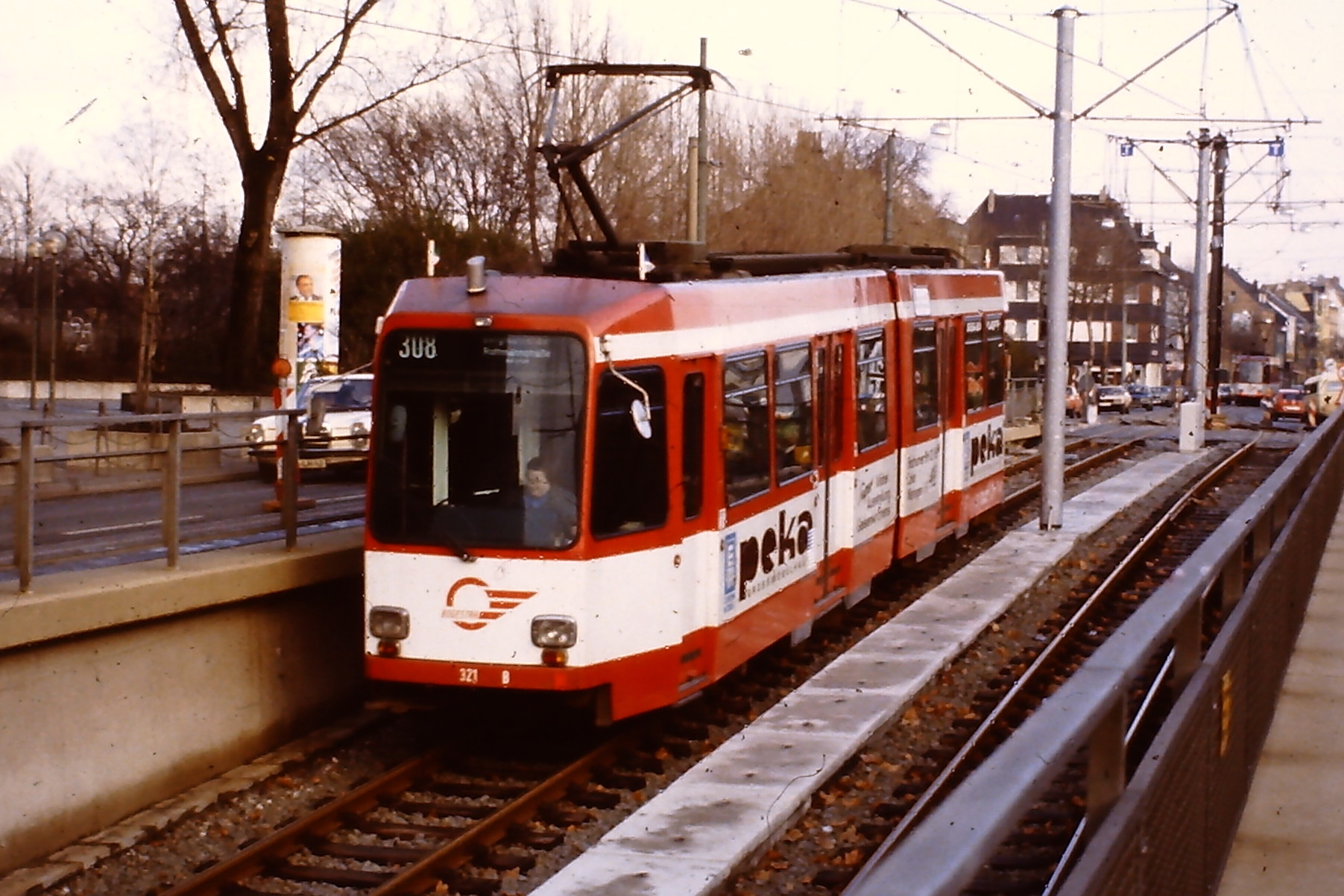
M6S 321 in 1981

- In 1976 en 1977 werden door Duewag 33 tweerichting gelede trams van het type M6S geleverd 301-333 in 1981-1982 gevolgt door nog 20 wagens 334–355. De meeste zijn verkocht naar Polen en Turkije of zijn gesloopt. Er zijn er nog drie beschikbaar als lesrijtuig, ook is er eentje bewaard voor museumdoeleinden.

NF6D 
- In 1993-1994 werden 42 lagevloertrams 401-442 geleverd. Na de instroom van de laatste serie Variobahnen verkocht aan Lodz.